# BBC Radio Derby
BBC Radio Derby – brytyjska stacja radiowa należąca do publicznego nadawcy BBC i pełniąca w jego sieci rolę stacji lokalnej dla hrabstwa Derbyshire oraz wschodniej części hrabstwa Staffordshire. Została uruchomiona 29 kwietnia 1971 roku, obecnie dostępna jest w cyfrowym i analogowym przekazie naziemnym oraz w Internecie.
Siedzibą stacji jest ośrodek BBC w Derby. Oprócz audycji własnych stacja transmituje również audycje siostrzanych stacji lokalnych z Nottingham i Leeds, a także programy ogólnokrajowego BBC Radio 5 Live.